# Abell 1201 BCG
Abell 1201 BCG (скорочення від Abell 1201 Brightest Cluster Galaxy ) — це масивна еліптична галактика типу cD, що є яскравим  галактичним кластером (BCG) у скупченні галактик Abell 1201 . [3] При  червоному зміщенні 0,169 ця система знаходиться на відстані близько 2,7 мільярдів світлових років від Землі та зміщена приблизно на 11 кілопарсек від піку рентгенівського випромінювання внутрішньокластерного газу . З еліптичністю 0,32±0,02 [2] розподіл зірок далекий від сферичного. У сонячних одиницях загальна світність зірок становить 4×10 11 L ☉ в r-діапазоні SDSS і 1,6×10 12 L ☉ у K-діапазоні 2MASS . [4] Половина зірок обертається в межах ефективного радіуса 15 кпк, а дисперсія їхньої центральної швидкості становить приблизно 285 км с −1 у межах 5 кпк і зростає до 360 км с −1 на відстані 20 кпк. [5]
BCG також діє як гравітаційна лінза , згинаючи світло більш віддаленої фонової галактики (при червоному зміщенні 0,451) у видиму тангенціальну дугу приблизно 6 кпк в одну сторону. [1] Це робить галактику важливою справою в дослідженнях властивостей  темної матерії .
Детальні моделі розподілу маси лінзи, зоряного світла та зіркової кінематики показують, що темне гало скупчення галактик має неглибокий внутрішній градієнт щільності [2] і, можливо, ядро з м’якої темної матерії. За номінальною вартістю це несумісно з куспом темної матерії , передбаченим теоріями про холодну темну матерію без зіткнень , і додає доказ того, що темна матерія відчуває додаткові негравітаційні сили.
Роками пізніше було виявлено слабке менше контрзображення дуги на ближчому радіусі. [4] Щоб пояснити положення та яскравість цього контробразу, потрібна темна центральна концентрація невидимої маси. Виходячи з моделювання лінз, це може бути надмасивна чорна діра , еквівалентна 13 мільярдам сонць : (1,3±0,6)×10 10  M ☉ . На момент вимірювання це одна з наймасивніших кандидатів у чорну діру (не покладаючись на припущення щодо світності та ефективності квазара ). Цей UMBH може бути в десять разів більшим, ніж очікується, виходячи зі звичайних масштабних співвідношень між чорними дірами та головними галактиками. [5]
Однак альтернативні методи моделювання карт дисперсії швидкості зірок (з урахуванням сукупного обмеження на масу лінзи) виявляють неоднозначність між масою UMBH і профілем темного гало. [5] У розчинах, де UMBH є більш масивним, темна матерія є більш гострою. У розчинах, де UMBH менший або відсутній, темна матерія має більшу кількість ядра. Еліптичність темного гало та відношення маси до світла зірок також вносять неоднозначність. Таким чином, якщо стандартні обчислювальні моделі надійні, то Abell 1201 BCG представляє дилему та виклик або традиційним уявленням про зростання чорної діри , або найпростішим теоріям про темну матерію, або тим і іншим.
У 2023 році подальше дослідження [3] зображень з вищою роздільною здатністю з більшим співвідношенням сигнал/шум із використанням методів моделювання лінз підтвердило наявність центральної надмасивної чорної діри та надало нижню, а також верхню межу та перегляд його маси в бік збільшення(3,27 ± 2,12) × 10 10  M ☉ . 
Якщо це вірно, то це буде перша ідентифікація та визначення маси надмасивної чорної діри за допомогою аналізу гравітаційної лінзи. Автори припускають, що цей метод може бути корисним для виявлення більшої кількості надмасивних чорних дір при більшому червоному зміщенні, тобто за межами локального Всесвіту. , який раніше обмежувався активною акрецією чорних дір. [3]